# Calogero Cicero
Calogero Cicero (Cerda, 26 marzo 1905 – Favara, 14 settembre 1945) è stato un carabiniere italiano,   vittima della mafia insieme al collega Fedele De Francisca.

## Biografia
Da quattro mesi trasferito a Favara, nell'immediato dopoguerra, dove bande di ladri e assassini controllavano le campagne della provincia di Agrigento, fu messo, insieme al collega Fedele De Francisca, nel nucleo di sorveglianza della fattoria dei fratelli Buggera di Favara, a cui spesso i sicari della mafia agricola sottraevano i proventi giornalieri.
La notte del 14 settembre 1945 un commando di Palma di Montechiaro, inconsapevole della pattuglia, prese di mira la fattoria. Uno dei banditi, posto di guardia sulla sommità di una montagna, fu scoperto dai due carabinieri ma nel trambusto, questi ultimi scatenarono la reazione di tutto il gruppo, con conseguente conflitto a fuoco. Cicero fu colpito al fianco e alla coscia sinistra, morendo dissanguato poco dopo.
Dopo l'omicidio furono fermati alcuni membri del commando ma nel corso delle indagini furono tutti rilasciati per mancanza di prove, suscitando lo sdegno dei familiari delle vittime. Ai funerali parteciparono migliaia di persone, commosse per il sacrificio dei due giovani militari.
A lui è dedicata una via di Favara.

## Fonte
- Vittime di mafia - Calogero Cicero, su vittimemafia.it.